# Kraków Olsza
Kraków Olsza – stacja techniczna, a dawniej posterunek odgałęźny w Krakowie, w rejonie Olszy, w województwie małopolskim. Została oddana do użytku w 1942 roku przez DRG.
Z powodu remontu linii średnicowej w Krakowie na stacji powstał tymczasowy peron do obsługi podróżnych.

## Ruch pasażerski
| Rok  | Wymiana pasażerska na dobę |
| ---- | -------------------------- |
| 2017 | –                          |
| 2022 | 0–9                        |